# نهيمة (القطن)
'

تعديل مصدري - تعديل

نهيمة هي إحدى قرى عزلة وادي سر بمديرية القطن التابعة لمحافظة حضرموت، بلغ تعداد سكانها 191 نسمة حسب تعداد اليمن لعام 2004.